# Sẻ vàng đỏ
Sẻ vàng đỏ (danh pháp hai phần:Carduelis cucullata) là một loài chim trong họ Fringillidae.